# FTL Germany

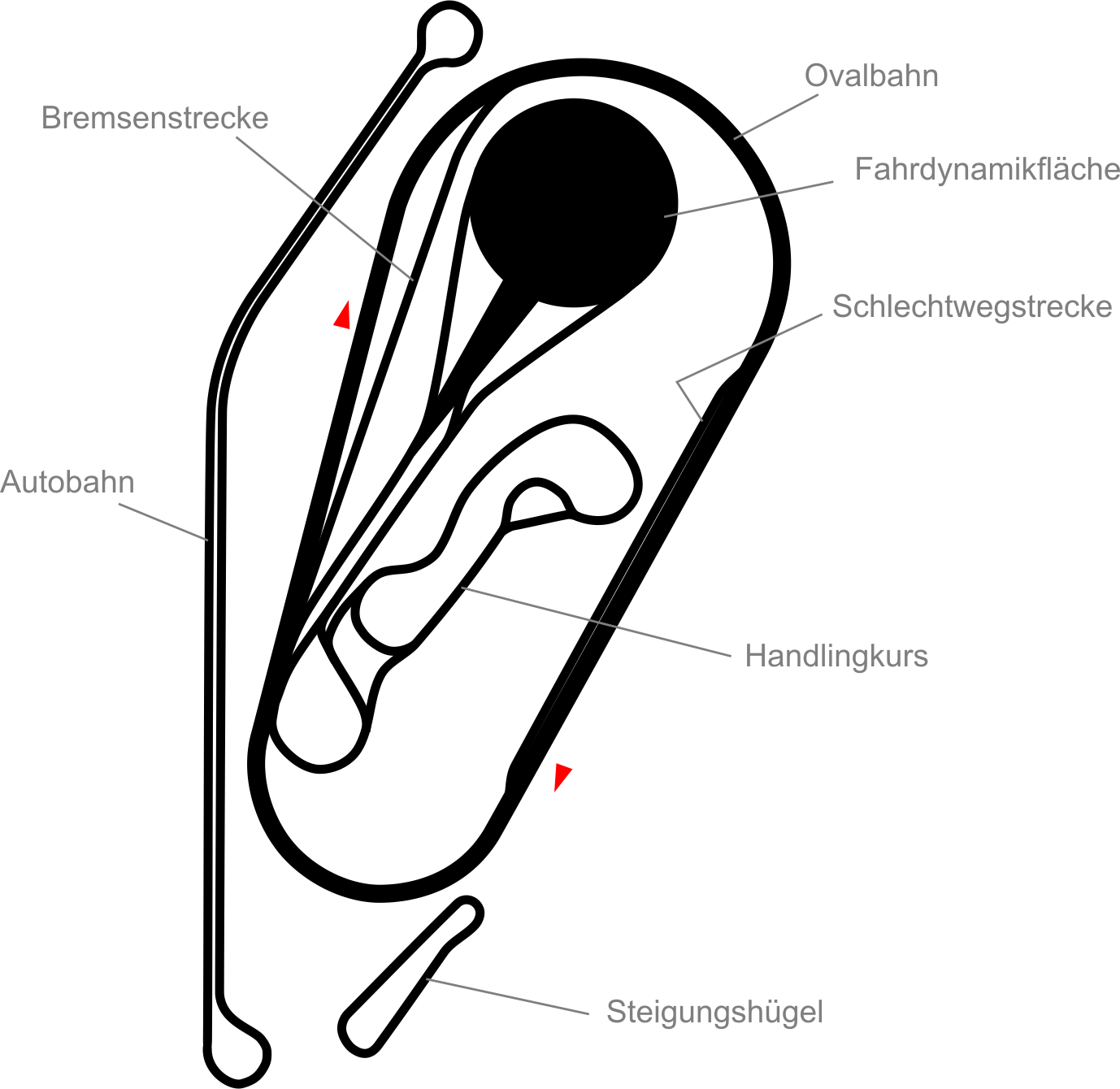
Streckenskizze der FTL Germany und des direkt benachbarten Aldenhoven Testing Center

Die Film + Test Location (kurz FTL Germany) ist der Nachbau einer Autobahn, die für Filmaufnahmen genutzt wird.
Das Gelände, Europas größte Filmkulisse für High-Speed-Autobahnszenen, liegt im nordrhein-westfälischen Siersdorf, einem Ortsteil der Gemeinde Aldenhoven im Kreis Düren. Die Kulisse entstand auf dem Gelände der ehemaligen Steinkohlenzeche Emil Mayrisch. Die Filmproduktionsfirma action concept nutzt die Strecke seit 2005 für Serien wie Alarm für Cobra 11 – Die Autobahnpolizei, 112 – Sie retten dein Leben und Auf Streife - Die Spezialisten. Auch für Werbespots wurde sie verwendet.
Die FTL ist ein Nachbau einer Autobahn mit Seitenstreifen, Verzögerungs- und Beschleunigungsstreifen, Parkplatz und Nothaltebuchten. Die beiden zweispurigen Fahrbahnen sind jeweils 1.000 m lang und durch eine 81 cm hohe Betonleitwand voneinander getrennt. Mit den Wendeschleifen an beiden Enden der Straße beträgt die Gesamtstrecke 2.300 m.
In direkter Nähe zu der Strecke befindet sich das Aldenhoven Testing Center.
Betreiber der Strecke ist die FTL GmbH Film + Test Location mit Sitz in Lindlar.